# 马来邮报
《马来邮报》，是马来西亚历史最悠久的英文报纸之一，于1896年12月14日首次印刷出版，报社位于当时新成立的马来联邦首都吉隆坡，也是吉隆坡第一份报纸，在巴生谷拥有大批追随者。它最初是一份免费的下午版报纸，在经历改版后成为付费早报，主要内容是报道马来西亚发生的新闻事件。它也是马来西亚首个从纸版印刷转形进入数字化的印刷媒体。

## 创立历史
《马来邮报》是马来西亚吉隆坡创立的第一份报纸，于1896年12月1日创立，在12月14日首次发行，当时吉隆坡是当时新成立的馬來聯邦州的首都。《马来邮报》早期以免费午报的发行量达100,000份。
在1949年，马来亚联合邦取代马来亚联邦时举行的全国性的国旗设计比赛中，《马来邮报》将当时收到的373份参赛作品举办了投票，以作为民意参考。这项设计最终投选出了现今的马来西亚国旗，又称为辉煌条纹（Jalur Gemilang）。在1950年代，《马来邮报》已发展成一份全国性大报。
到了在1980年代。《马来邮报》的巅峰时期发行量达60,000万份，其辉煌业绩成为新海峡时报集团的单一最赚钱业务。
在1997年至1998年亚洲金融危机期间，《马来邮报》的地位受到另一份英文日报《星报》的严峻挑战。这是因为《星报》对受金融危机影响最大的房地产经纪人和汽车经销商提供巨额折扣。而《马来邮报》无法提供此类回扣——这促使《马来邮报》失去了分类广告霸主的地位，使大量读者转向《星报》，而《马来邮报》的发行量则直线下降。《马来邮报》则通过其控股公司 「新海峡时报出版社」（NSTP Berhad）与另一家日报《新海峡时报》保持关联。 
到了2001年，阿希鲁丁阿丹（Ahirudin Attan）担任《马来邮报》代理编辑，当时他还是《商业时报》（Business Times）的编辑。在当时，《马来邮报》的销量已暴跌至23,000至25,000万份。阿希鲁丁阿丹对此帮助在槟城、新山、怡保和马六甲开设分社，在这些州属出版报纸，还派了一些资深记者领导分社的编辑团队。在这些州属里，《马来邮报》作为一份早报出版，但在巴生谷则是一份早/午时间的报纸。2004年至2006年期间，《马来邮报》是马来西亚发行量唯一增长的主要报纸，在槟城的销量还超过《新海峡时报》。然而，这仍然与该报80年代和90年代的鼎盛时期相去甚远。
2004年9月1日，《新海峡时报》推出了两个版本的报纸--小报和大报格式，以表明他们打算与印刷小报的《星报》正面交锋。新海峡时报出版社作出了一项战略决定，只专注于一份英文报纸，即《新海峡时报》，这导致《马来邮报》的资源被调往《新海峡时报》，而《马来邮报》的全国发行量也被削减，只限于巴生谷地区。在2005年的早期阶段，《马来邮报》编辑部发布改变报纸方向的计划，并向《马来邮报》的高级作家和记者提供自愿离职计划。新海峡时报集团当时也将该报改版为学期报纸（university newspaper），引起了当时编辑部的反对，总编辑阿希鲁丁阿丹认为此举会毁掉《马来邮报》，并于2006年3月离开公司。新海峡时报集团的改革计划也导致后来加入的人忙于试图以某种方式拯救报纸。
M Zulkifli Abdul Jalil被任命掌舵新版《马来邮报》后，其编辑部进行了一些改组，其他州属的《马来邮报》办事处也都关闭，报纸于2006年5月19日重新推出。然而，重组后《马来邮报》未能开辟新天地，还失去许多忠实的读者，其周末版《星期天邮报》（The Sunday Mail）也于2005年5月8日出版了最后一版。
在2006年和2007年的一些实验出现问题后，新海峡时报集团决定将《马来邮报》卖给首要媒体集团。但该报从1980年代中期发行量超过60,000份的高峰期持续滑落。根据马来西亚发行数据认证机构（Audit Bureau of Circulations，ABC）的记录，该报于2001年至2007年的发行量从35,696份递减至20,816份，在6年里下跌了41.68%，其业务一直此于亏损状态。 首要媒体集团于2008年5月5日重新推出免费的下午报章，但仍然未能扭转其损失。然后它被出售给Blue Inc出版社的依布拉欣·莫哈末（Ibrahim Mohamad Nor），后者也曾尝试改革《马来邮报》，冀望重振该报，但无功而返。
2008年，在巫统内部展开针对时任首相阿都拉·巴达威的逼宫行动期间，《马来邮报》陆续被亲纳吉·阿都拉萨的商人收购。《马来邮报》其中一名持有者依布拉欣·莫哈末在同年离开在首要媒体的办事处，另设立了新的编辑团队管理。2009年1月，以安康集团（Ancom）首席执行主席萧家伟为首的一群商人，透过集团的相关公司红莓传媒集团（Redberry）全面收购了首要媒体对《马来邮报》的股权，这也标志着萧家伟率领的商业集团开始进入媒体界。而这一加入也让首要媒体取消了打算关闭报社的计划，而萧家伟也是《马来邮报》忠实读者，因此不希望报纸关闭。他邀请阿希鲁丁阿丹重新担任主编，并担任《马来邮报》的董事会成员，两人合作直到2018年。而除了萧家伟之外，马来邮报的其他董事是莫哈末阿尔阿敏（Mohamad Al-Amin Abdul Majid）。6月，时任首相纳吉推动新的媒体策略，以进一步主导虚拟世界的舆论，要求《马来邮报》积极向互联网进军。2010年，在政府的巨大压力下，《马来邮报》成为第一家刊登《当今大马》新闻的报纸。
2011年11月15日起，《马来邮报》因商业理由暂停出版。之后在同年11月24日，马联工业（Muiind）传出有意收购安康集团旗下的红莓传媒集团（Redberry）的媒体资产。同年12月，《马来邮报》首席执行员菲利普卡鲁比亚（Phillip Karuppiah）宣布，将在2012年1月起重新推出每份1零吉的付费早报，并重新设计了《马来邮报》的版面，以及一个亲读者的版面。同时与《当今大马》组成合作伙伴关系，互相分享新闻内容。
从2008年到2013年，许多经验丰富的编辑，如赛义德·纳德里（Syed Naderi）、托尼·弗朗西斯（Tony Francis）、弗兰基·德克鲁兹（Frankie D’Cruz）、尤沙伊米·亚哈亚（Yushaymi Yahya）和特伦斯·费尔南德斯（Terrence Fernandez）都被邀请来重振《马来邮报》，但没有人能让它重现昔日的辉煌。
2013年，在第13届全国大选落幕，国内媒体版图出现变化之际，《马来邮报》随之扩充业务，推出在线网站《马来邮报在线》 (www.themalaymailonline.com) 。6月，由《马来西亚局内人》（TMI）媒体人Leslie Lau和Joan Lau兄妹带领的30人的团队过渡至Trinity Diligence公司，该公司已签约管理《马来邮报在线》。该网站被指将和《马来邮报》报章分开运作，由隶属不同的公司和团队经营。这一决定是因为TMI的编辑团队与《马来邮报》的编辑团队在5月5日大选前的这段时间里，对编辑方向上的分歧而引发的。在经过几个月的讨论后，双方同意TMI团队不再是《马来邮报》的员工，而是成立一家新公司来经营该网站，交易才得以完成。
2015年8月，萧家伟通过马来邮报公司收购了themalaymailonline.com网站，以整合和重组其媒体业务，为其上市计划铺路。萧家伟也为《马来邮报》网站与Astro和Celcom进行数码合作，以扩展卫星和移动运营商的用户访问。
2018年，《马来邮报》启动了转攻网站新闻的准备工作。4月，该网站进行了改版后重新定名为 www.malaymail.com，并在同年推出全新的华文与马来文版本的新闻网站《精彩大马》（Cincai News）与《Projekmm》网站，以吸引更多不同文化的读者群。10月25日，《马来邮报》总编辑黄世运在八打灵再也举行的会议上，宣布其纸版印刷将在12月1日停刊，其报社的产品完全进行数字化的计划。11月30日，《马来邮报》出版其最后一份纸版印刷后，全面转攻网络新闻。数字化转型也导致该公司从165名员工中裁退了55 名员工，其它留下的员工后来接受新职位的再培训。
直到2021年，《马来邮报》是马来西亚第4大新闻门户网站，仅次于《星报》、《自由今日大马》（FMT）和《当今大马》。

## 拥有者
《马来邮报》曾是新海峡时报集团的一部分，该集团旗下出版的报纸包括英文日报《新海峡时报》（New Straits Time）、马来文日报《每日新闻》（Berita Harian）及《每日都会》。在经历1997年亞洲金融危機后，新海峡时报集团也面对严峻的财务问题，从2003年8月起进行企业债务重组。之后在2008年，新海峡时报集团将《马来邮报》脱售给首要媒体集团与前新海峡时报人依布拉欣·莫哈末（Ibrahim Mohamad Nor），各自持有50%股权，两者皆是与巫统关系密切的关联公司与人士。在2007年至2009年期间，《马来邮报》由Gabungan Kesturi私人有限公司（首要媒体集团属下的控股公司）及Simpletech私人有限公司（依布拉欣·莫哈末的私人公司）合组联营的Dynahall私人公司全资拥有。
2009年，与时任首相纳吉·阿都拉萨私交甚笃的华裔商家萧家伟透过旗下子公司红莓传媒（Redberry）收购《马来邮报》的股权。该公司分别由萧家伟与莫哈末阿尔阿敏（Mohamad Al-Amin Abdul Majid）持有，两人被视为首相纳吉的亲信。当时的《马来邮报》由Dynahall私人公司拥有，该公司由依布拉欣·莫哈末和Gabungan Kesturi公司平等拥有。2009年5月4日，在巫统更换新领导层之后，首要媒体集团希望回购《马来邮报》的股权。同年5月31日，萧家伟与莫哈末阿尔阿敏在和《马来邮报》出版商Gabungan Kesturi公司的谈判中，收购了70%的股权，而依布拉欣·莫哈末只保留了约30%的股权。
2014年11月，安康集团（Ancom）传出有意将《马来邮报》媒体业务注入该集团的上市计划中。此时《马来邮报》的经营实体并不是安康集团的一部分。它与安康集团的联系是因为萧家伟与莫哈末阿尔阿敏两者分别是安康集团的主席和非执行董事，而两者都各自持有Dynahall私人有限公司的50%股权，而后者又拥有《马来邮报》46.79%的股份。 萧家伟还持有《马来邮报》超过20%的直接股权。

## 特色
《马来邮报》提供的一个独特功能是「马来邮报热线」（Malay Mail Hotline），这是一项一站式电话服务，帮助读者向地方当局通报其服务不善的情况，是马来西亚调查性新闻流派的起源。

## 历任总编辑
- KC Boey 1986年一1989年
- 阿希鲁丁阿丹（Ahirudin Attan）2001年一2006年担任代理编辑，2009年起担任总编辑
- M Zulkifli Abdul Jalil 2006年一2009年
- 弗兰基·德克鲁兹（Frankie D’Cruz）2014年
- 黄世运（Wong Sai Wan）2014年一2021年5月
- 刘琼（Joan Lau）2021年5月至今